# مفوضية النرويج
مفوضية النرويج هو نظام الاحتلال المدني الذي أنشأته ألمانيا النازية في النرويج التي احتلتها ألمانيا خلال الحرب العالمية الثانية. كان عنوانها الكامل باللغة الألمانية هو Reichskommissariat für die besetzten norwegischen Gebiete ("Reich Commissariat for the Norwegian Territories"). كان يخضع للرايخسوميسار جوسف تيربوفين حتى انتحاره في 8 مايو 1945. استسلمت القوات العسكرية الألمانية في النرويج، ثم بقيادة الجنرال فرانز بوهمي، إلى الحلفاء في 9 مايو وتمت استعادة الحكومة القانونية.